# Phoma rumicicola
Phoma rumicicola är en lavart som beskrevs av Boerema & Loer. 1981. Phoma rumicicola ingår i släktet Phoma, ordningen Pleosporales, klassen Dothideomycetes, divisionen sporsäcksvampar och riket svampar.   Inga underarter finns listade i Catalogue of Life.